# Cajori (cráter)
Cajori es un cráter de impacto que se encuentra en el hemisferio sur de la cara oculta de la luna. Se encuentra al suroeste de la llanura amurallada del cráter Von Kármán, y al este-sureste del cráter Chrétien.
El borde exterior de Cajori ha sido fuertemente dañado por sucesivos impactos, dejando un perímetro externo de desintegración que es irregular y con muescas a lo largo de sus bordes. Varios cráteres pequeños se encuentran a lo largo del contorno, destacando Cajori K junto al lado sureste del brocal del cráter. El suelo interior en gran medida permanece intacto, estando marcado solamente por algunos pequeños cráteres.

## Cráteres satélite
Por convención estos elementos son identificados en los mapas lunares poniendo la letra en el lado del punto medio del cráter que está más cerca de Cajori.
|        | \| Cajori \| Coordenadas \| Diámetro \| \| ------ \| ------------------------------- \| -------- \| \| K \| 49°06′S 169°48′E / -49.1, 169.8 \| 32 km \| |          |
| Cajori | Coordenadas | Diámetro |
| K      | 49°06′S 169°48′E / -49.1, 169.8 | 32 km    |